# Stadion Dynamo im. Walerego Łobanowskiego w Kijowie
Stadion Dynamo im. Walerego Łobanowskiego (ukr. Стадіон «Динамо» ім. Валерія Лобановського) – stadion piłkarski położony w ukraińskim mieście Kijów. Na stadionie swoje mecze domowe rozgrywa drużyna Dynamo Kijów. Oryginalna pojemność stadionu wynosiła 30 000 miejsc, jednakże po modernizacji pojemność stadionu wynosi 16 873 miejsc. Z powodu niskiej pojemności stadionu zespół Dynama Kijów swoje mecze pucharowe rozgrywa na znacznie większym Stadionie Olimpijskim.

## Historia
Na początku XX wieku na terenie dzisiejszego stadionu mieściły się szklarnie, które dostarczały jarzyny i owoce do carskiej rezydencji - obecnego Pałacu Maryjskiego. Tu też znajdowało się popularne wśród mieszkańców "Chateau-de-Fleur".
W latach 20. i 30. XX wieku na ich miejscu kijowska Gubernialna Rada Społeczeństwa „Dynamo” zbudowała kilka boisk: do koszykówki, siatkówki i piłki ręcznej, a także boisko piłkarskie z drewnianą przebieralnią i miasteczko gimnastyczne.
Dzisiejszy stadion zbudowano w latach 1932-1934.
Podczas II wojny światowej na stadionie grały tylko drużyny niemieckie. Od 1945 do 1949 roku „Dynamo” rozgrywało tu większość meczów domowych. Po 1949 roku drużyna przeniosła się na Stadion Republikański (obecnie Stadion Olimpijski). Od 1956 roku na stadionie grał drugi skład „Dynama”. 
Stadion przeszedł gruntowną przebudowę przed Igrzyskami Olimpijskimi w 1980 roku. Podczas wydarzenia obiekt był wykorzystywany do treningów.
W latach 90. „Dynamo” na arenie rozgrywało eliminacje Pucharu UEFA i Ligi Mistrzów. Główne mecze odbywały się na Stadionie Olimpijskim.